# The Japanese House
Amber Mary Bain (née le 13 juillet 1995), mieux connue sous son nom de scène The Japanese House, est une musicienne indie pop anglaise originaire du comté de Buckinghamshire en Angleterre. Amber Bain chante et joue de la guitare, du synthétiseur et du clavier. Son père lui a appris la musique pendant son enfance. À l'adolescence, Amber Bain a décidé de poursuivre une carrière musicale. Elle a commencé à écrire de la musique sous le nom The Japanese House en 2012, après avoir été présentée à Matty Healy du groupe The 1975, qui lui a proposé de l'aider à produire sa musique sur le label Dirty Hit. Sa popularité augmente après la sortie de son premier single, Still, acclamé par la critique après une première sur BBC Radio 1 présentée par Zane Lowe.
La voix androgyne d'Amber Bain, la production intensive de ses morceaux et sa présence évasive dans les médias ont alimenté les spéculations des fans sur son sexe et son identité après la sortie de ses premiers singles. En 2015, Amber Bain sort son premier EP Pools to Bathe In, suivi de Clean. Ces deux premiers EP s'inscrivent nettement dans l'indie pop et la synth-pop, et incluent des expérimentations avec des genres tels que la dream pop, la folktronica et l'électropop. Elle a effectué des tournées avec ses collègues du label Dirty Hit The 1975 et Wolf Alice en 2015 et 2016 avant de devenir la tête d'affiche de ses propres tournées.
Son quatrième EP, Swim Against the Tide (2016) est influencé par la synthpop et la technopop des années 80. Saw You in a Dream (2017) l'a vue poursuivre ses expérimentations avec l'électro et le rock. Amber Bain a coproduit son premier album Good at Falling (2019) avec George Daniel et le producteur de disques américain BJ Burton. Son cinquième EP, The LA Sessions (2019), présente des enregistrements en direct de titres réinventés de Good at Falling et Saw You in a Dream.

## Jeunesse
Amber Bain est originaire du comté de Buckinghamshire, en Angleterre. Enfant, elle a appris la musique de son père, qui était également musicien. Elle a continué à pratiquer la musique tout au long de son enfance et a commencé à enregistrer ses prestations à l'âge de onze ans, lorsqu'elle a visité la maison de son père. Durant son adolescence, Amber Bain a décidé de poursuivre une carrière dans la musique plutôt que d'aller à l'université. Son père a soutenu cette décision car il estimait qu'elle avait « une opportunité claire ».

## Carrière

### 2012-2015: Débuts,Pools to Bathe InetClean

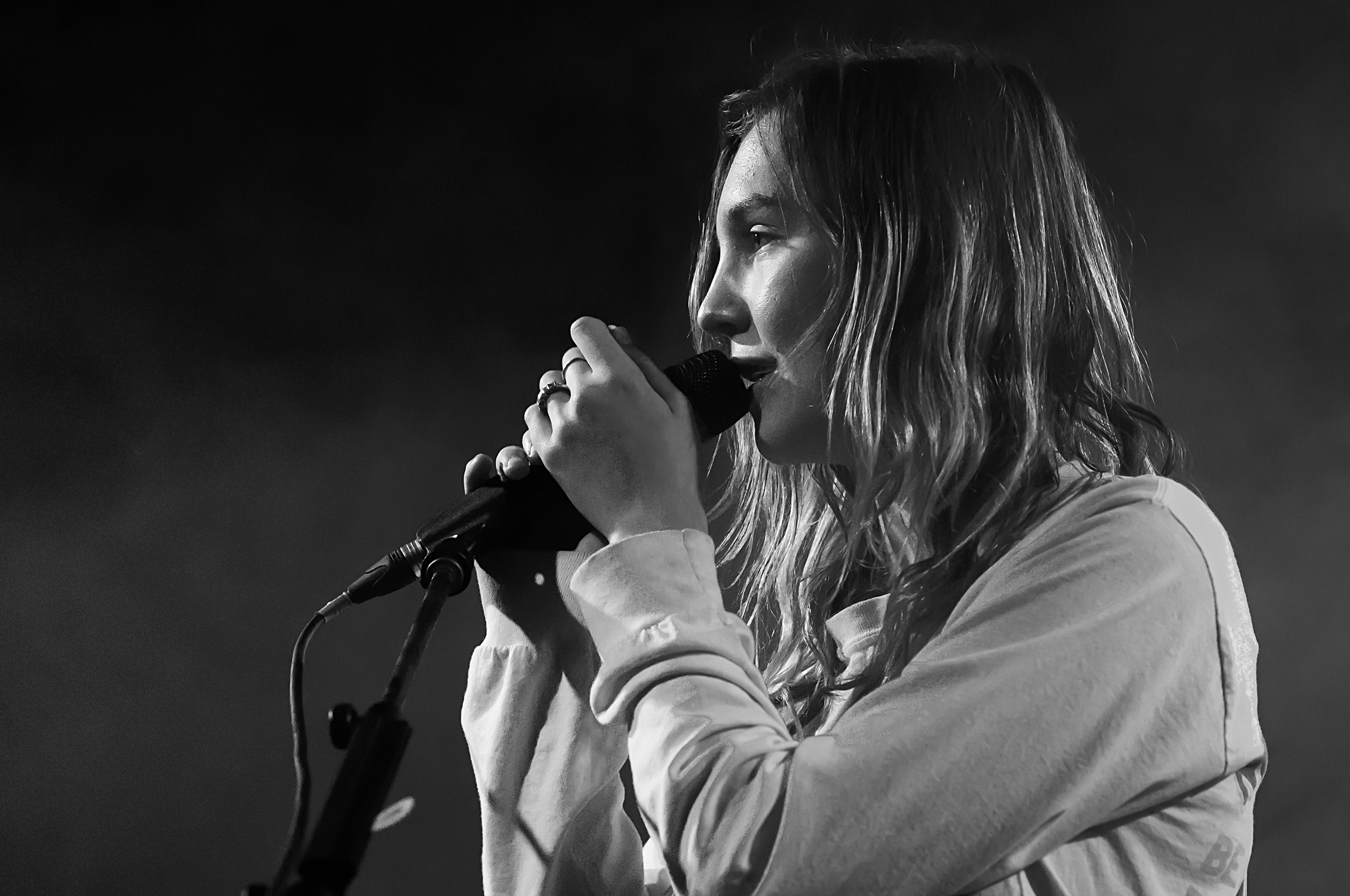
Amber Bain jouant à Los Angeles en décembre 2016.

En 2012, une amie de Amber Bain la présente au chanteur Matt Healy du groupe The 1975, avec qui elle entretenait une relation. Amber Bain commence alors à travailler en étroite collaboration avec The 1975, et signe avec leur label Dirty Hit.
Amber Bain a choisi le nom de scène The Japanese House parce qu'elle ne se sentait pas prête à révéler son vrai nom ou son genre. De ce fait, le public avait peu d'informations sur The Japanese House lors de la première de son single Still sur la BBC Radio 1, présentée par Zane Lowe le 2 mars 2015.
La voix androgyne d'Amber Bain et sa volonté d'éviter la presse photographique ont alimenté les spéculations sur son sexe et son identité. Après la sortie de Still, une rumeur attestant que la voix de The Japanese House était celle d'un homme s'est répandue, et certains fans ont même émis l'hypothèse qu'il s'agissait d'un projet de Matt Healy. Amber Bain fait sa première tournée en première partie de The 1975 en 2015. Elle sort ensuite trois autres singles en 2015 : Pools to Bathe In le 25 mars, Teeth le 8 avril, puis Sister le 21 avril. Le premier EP Pools to Bathe In d'Amber Bain, une compilation de ses quatre précédents singles, sort le 27 avril 2015 et reçoit des critiques favorables,.

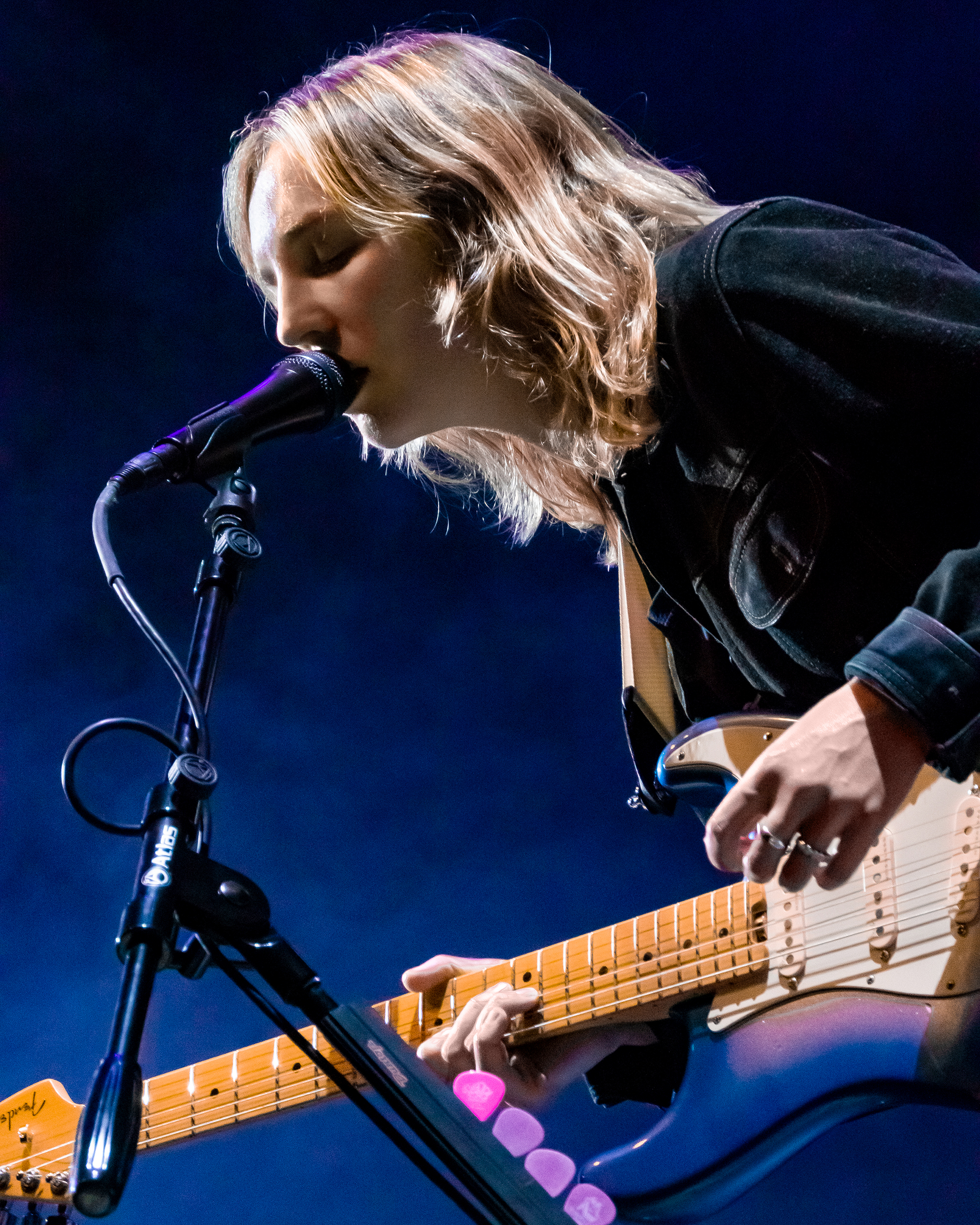
Amber Bain jouant au théatre du Wiltern en octobre 2019.

Le single éponyme de l'EP Clean sort le 7 septembre 2015 et est diffusé en première sur BBC Radio 1 le même jour. Le deuxième single de l'EP, Cool Blue sort le 15 septembre, suivi de Letter by the Water le 27 octobre 2015. Le dernier single, Sugar Pill paraît le 3 novembre 2015. Clean sort le 6 novembre 2015 avec des critiques positives.

### 2016-2017:Swin Against the TideetSaw You in a Dream
Le 26 septembre 2016, Amber Bain sort Face Like Thunder, le premier single de son second EP Swim Against the Tide. Amber Bain a déclaré que le titre de l'EP était inspiré par le sentiment de tomber amoureux et de perdre quelqu'un : « [on] a l'impression de nager à contre-courant. Dans un sens, c'est une épreuve ». Le morceau reçoit des critiques favorables pour son thème émotionnel et son rythme mélodique.
Amber Bain publie Swim Against the Tide le 11 novembre 2016. Elle seconde The 1975 lors de leur tournée nord-américaine en 2016 pour promouvoir leur deuxième album, I Like It When You Sleep, for You Are So Beautiful yet So Unaware of It. En 2017, The Japanese House est la tête d'affiche d'une tournée nord-américaine qui débute le 21 février et se termine le 28 mars.
Le 26 avril 2017, Amber Bain publie le single Saw You in a Dream. Ce single est remarqué car il utilise moins de pistes superposées, a un son plus marqué avec moins d'effets de production que la plupart des chansons précédentes d'Amber Bain. L'EP complet Saw You in a Dream devait initialement sortir le 16 juin 2017 mais paraît finalement le 30 juin. L'EP a été reconnu pour introduire le style rêveur d'Amber Bain, avec une présence notable de sa voix et une utilisation plus réservée des effets de production.

### 2018-présent:Good at FallingetChewing Cotton Wool
Amber Bain sort le single Lilo le 27 septembre 2018. Après la sortie de Lilo, The Japanese House annonce une tournée nord-américaine pour décembre 2019. Le 12 novembre 2018, Amber Bain sort Follow My Girl, le deuxième single de l'album. Le même jour, Billboard annonce que le premier album de The Japanese House, Good at Falling. sortira le 1er mars 2019. L'album est coproduit avec George Daniel (The 1975) et BJ Burton.
À sa sortie, Good at Falling reçoit des critiques majoritairement positives. Megan Buerger de Pitchfork l'a qualifié de « confiant et enivrant », bien que son contenu lyrique mélancolique l'a presque exaspérée à certains moments. Amber Bain effectue sa deuxième tournée pour son album Good at Falling aux États-Unis en octobre et novembre 2019.
Amber Bain sort l'EP The LA Sessions le 8 août 2019. The LA Sessions présente des morceaux réinventés de Good at Falling et Saw You in a Dream, enregistrés en direct à Los Angeles. Le 27 septembre 2019, Amber Bain sort un single intitulé Something Has to Change, et annonce un prochain EP du même nom, prévu pour novembre 2019, qui sera finalement retardé au début 2020. Le 22 novembre 2019, elle fait paraître un single intitulé Chewing Cotton Wool. Le 10 août 2020, Amber Bain annonce que l'EP, désormais intitulé yChewing Cotton Wool, doit sortir le 12 août 2020, date à laquelle il paraît effectivement. Chewing Cotton Wool comporte quatre chansons, dont l'une est une collaboration avec Justin Vernon du groupe d'indie folk Bon Iver, ainsi que les singles précédemment sortis. Lors de sa sortie, Chewing Cotton Wool reçoit des éloges pour l'évolution de la production sensuelle et brumeuse, signature d'Amber Bain, avec l'introduction d'une électronique plus texturée et sporadique.

## Image publique et anonymat

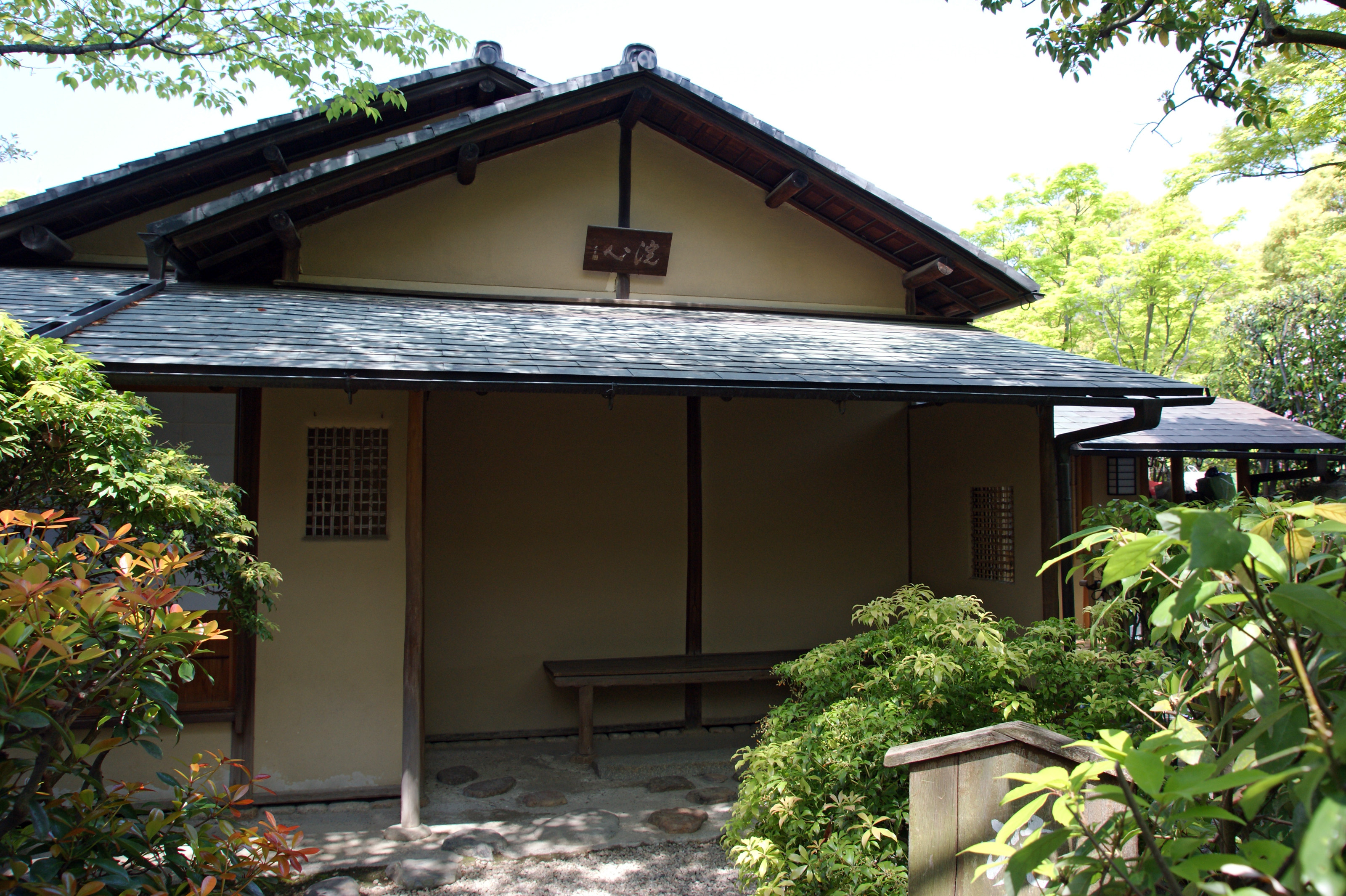
Un salon de thé japonais traditionnel

Amber Bain a commencé à produire de la musique professionnellement sous le surnom The Japanese House. Elle a déclaré qu'elle utilisait un pseudonyme car elle ne voulait pas être définie par son sexe et voulait éviter le regard du public. Le nom The Japanese House est inspiré d'une propriété à Cornwall, en Angleterre, dans laquelle elle avait passé des vacances avec sa famille pendant son enfance.
La propriété appartenait auparavant à Kate Winslet, avec un mobilier rappelant les maisons de thé japonaises traditionnelles, qui a inspiré le surnom musical d'Amber Bain. Pendant son séjour d'une semaine dans le cottage, Amber Bain s'est fait passer pour un garçon et se faisait appeler Danny. Ses expériences sur place ont directement inspiré l'utilisation d'un surnom anonyme pour sa musique par opposition à l'utilisation de son propre nom.
Au début de sa carrière, Amber Bain a volontairement évité les séances photo et la publicité. Ceci combiné à sa voix androgyne, a conduit de nombreux médias à la qualifier d'artiste anonyme. Après la sortie de son premier EP Pools to Bathe In, les fans ont spéculé sur son sexe et son identité, certains affirmant même que The Japanese House était en fait Matty Healy du groupe The 1975.
Malgré le voile d'anonymat qui entourait The Japanese House, Amber Bain n'a jamais caché son identité personnelle en ligne. Dans une interview en 2019, elle a noté que ses comptes officiels de médias sociaux utilisaient même son nom complet, Amber Bain. Finalement, elle a évolué vers plus de visibilité publique, apparaissant dans des interviews et des séances photo, expliquant qu'elle était devenue plus à l'aise avec les feux des projecteurs et « ne voulait pas que le mystère devienne plus grand que la musique »,.
Amber Bain est connue pour son style androgyne et ses cheveux blonds ondulés, parfois comparés à ceux du musicien américain Kurt Cobain,. Megan Buerger de Pitchfork a décrit Amber Bain au début de sa carrière comme « une lesbienne de 19 ans à la voix douce et bizarre avec des cheveux similaires à Kurt Cobain et un style enfantin ».

## Talent artistique

### Influences
Amber Bain a été comparée à des groupes pop avec des styles mélodiques forts tels que The XX, les Beatles et les Beach Boys. Elle a été comparée à The 1975 avec lesquels elle a effectué des tournées. En particulier les membres du groupe Matt Healy et George Daniel l'ont aidée à produire de nombreux morceaux. Amber Bain a cité des musiciens comme Brian Wilson, Blondie, Bon Iver et Franki Valli & the Four Seasons comme influences,. Dans une interview accordée à W Magazine en 2019, elle s'est décrite comme « un ABBA moderne et plus déprimant ».

### Style et thèmes musicaux
''Pools to Bathe In est un album synth-pop, et ses sorties ultérieures ont beaucoup incorporé de synth-pop. Son style musical est expérimental et comporte également des éléments de dream pop, d'électropop, d'indie pop, et d'alt pop. Andy Meek de Billboard a décrit la discographie d'Amber Bain comme une combinaison d'électronica expérimentale et de « crochets pop accrocheurs soutenus par des percussions et des guitares haletantes ».
Ses dernières sorties sont de plus en plus influencées par l'art pop et le rock : Saw You in a Dream est un album de yacht rock tandis que Good at Falling est influencé par le rock et l'art pop. Amber Bain est connue pour ses morceaux atmosphériques et ses thèmes lyriques et lunatiques. Max Migowksi, écrivant pour Indie Mag, a résumé son style musical comme « [une] voix androgyne intégrée dans des synthés pop éthérés et post-indie avec de douces notes de guitare acoustique ».
De nombreuses compositions d'Amber Bain explorent des thèmes tels que l'amour, la perte, la solitude et le développement personnel,. Ses dernières sorties ont été comparées favorablement par rapport à ses deux premiers EP, les critiques notant les paroles plus matures et la composition raffinée de Swim Against the Tide et Good at Falling. Le premier album studio d'Amber Bain, Good at Falling a été salué par la critique pour ses paroles sombres et sincères ainsi que ses mélodies pop légères.

### Voix
La voix d'Amber Bain a été qualifiée à la fois de contralto et de ténor, et a été particulièrement remarquée pour son androgynie. Les critiques ont comparé de façon élogieuse sa performance vocale à celles de Victoria Legrand et Imogen Heap, bien qu'Amber Bain rejette les comparaisons à Heap. Une caractéristique distinctive de la discographie d'Amber Bain est son utilisation d'harmonies superposées, souvent trois pistes ou plus, qui simulent l'effet d'un vocodeur. Son utilisation d'harmonies chevauchées pour créer « une sorte d'Auto-tune [sic] épais et organique » a été reconnue pour donner de la profondeur à ses morceaux. Alice French de Varsity a qualifié la performance vocale d'Amber Bain comme l'un des éléments marquants dans ses performances.

## Vie privée
Amber Bain réside actuellement à Londres, et a un berger allemand nommé Calvin. Elle ne cache pas ses problèmes d'alcoolisme et a déclaré qu'elle était devenue sobre après la sortie de Good at Falling. La chanson Maybe You're the Reason de Good at Falling aborde ses luttes passées avec un trouble de l'alimentation, sujet qui est également montré dans le clip de Lilo. Amber Bain a entretenu une relation avec l'auteure-compositrice-interprète Marika Hackman pendant quatre ans, jusqu'en 2018. Hackman est apparue plus tard dans le clip de Lilo. Dans une interview accordée à W Magazine en 2019, Amber Bain a déclaré qu'elle était actuellement impliquée dans une relation polyamoureuse à trois.

## Discographie

### Albums studio
| Titre                     | Détails                                                                                   | Meilleurs classements |
| Titre                     | Détails                                                                                   | UK                    |
| ------------------------- | ----------------------------------------------------------------------------------------- | --------------------- |
| Good at Falling           | - Sortie : 1er mars 2019 - Label : Dirty Hit - Formats : CD, LP, téléchargement, cassette | 64                    |
| In the End It Always Does | - Sortie : 30 juin 2023 - Label : Dirty Hit - Formats : CD, LP, Téléchargement, Cassette  |                       |

### EPs
| 1.    | Pools to Bathe In | 4:20 |
| 2.    | Teeth             | 3:56 |
| 3.    | Still             | 3:18 |
| 4.    | Sister            | 3:44 |
| 15:18 |                   |      |

| 1.    | Clean               | 5:00 |
| 2.    | Cool Blue           | 3:50 |
| 3.    | Letter by the Water | 3:28 |
| 4.    | Sugar Pill          | 3:24 |
| 15:52 |                     |      |

| 1.    | Swim Against the Tide | 3:41 |
| 2.    | Face Like Thunder     | 3:57 |
| 3.    | Good Side In          | 3:49 |
| 4.    | Leon                  | 3:35 |
| 15:02 |                       |      |

| 1.    | Saw You in a Dream | 3:28 |
| 2.    | Somebody You Found | 3:33 |
| 3.    | 3/3                | 4:00 |
| 4.    | Count to Nine      | 9:00 |
| 20:01 |                    |      |

| 1.   | Face Like Thunder (Recorded at Spotify Studios NYC) | 4:14 |
| 2.   | Landslide (Recorded at Spotify Studios NYC)         | 3:53 |
| 8:07 |                                                     |      |

| 1.    | Lilo (LA Session)                | 3:34 |
| 2.    | Somebody You Found (LA Session)  | 3:41 |
| 3.    | You Seemed So Happy (LA Session) | 2:46 |
| 4.    | Everybody Hates Me (LA Session)  | 3:00 |
| 13:01 |                                  |      |

| 1.    | Sharing Beds                     | 1:49 |
| 2.    | Something Has to Change          | 3:11 |
| 3.    | Dionne (featuring Justin Vernon) | 4:44 |
| 4.    | Chewing Cotton Wool              | 3:29 |
| 13:13 |                                  |      |

### Singles
| Titre                   | Année | Album                 |
| ----------------------- | ----- | --------------------- |
| Still                   | 2015  | Pools to Bathe In     |
| Pools to Bathe In       | 2015  | Pools to Bathe In     |
| Teeth                   | 2015  | Pools to Bathe In     |
| Sister                  | 2015  | Pools to Bathe In     |
| Clean                   | 2015  | Clean                 |
| Cool Blue               | 2015  | Clean                 |
| Letter by the Water     | 2015  | Clean                 |
| Sugar Pill              | 2015  | Clean                 |
| Face Like Thunder       | 2016  | Swim Against the Tide |
| Swim Against the Tide   | 2016  | Swim Against the Tide |
| Good Side In            | 2016  | Swim Against the Tide |
| Saw You in a Dream      | 2017  | Saw You in a Dream    |
| Somebody You Found      | 2017  | Saw You in a Dream    |
| 3/3                     | 2017  | Saw You in a Dream    |
| Lilo                    | 2018  | Good at Falling       |
| Follow My Girl          | 2018  | Good at Falling       |
| Maybe You're the Reason | 2019  | Good at Falling       |
| We Talk All the Time    | 2019  | Good at Falling       |
| Something Has to Change | 2019  | Chewing Cotton Wool   |
| Chewing Cotton Wool     | 2019  | Chewing Cotton Wool   |

### Clips musicaux
| Titre                   | Année | Réalisateur     | Ref.    |
| ----------------------- | ----- | --------------- | ------- |
| Clean                   | 2015  | Juliet Bryant   | [ 103 ] |
| Cool Blue               | 2015  | Juliet Bryant   | [ 104 ] |
| Letter by the Water     | 2015  | Juliet Bryant   | [ 105 ] |
| Sugar Pill              | 2015  | Juliet Bryant   | [ 106 ] |
| Face Like Thunder       | 2016  | Gareth Phillips | [ 107 ] |
| Saw You in a Dream      | 2017  | Lucy Tcherniak  | [ 108 ] |
| Lilo                    | 2018  | David East      | ,       |
| Maybe You're the Reason | 2019  | Harvey Pearson  | [ 111 ] |
| Something Has to Change | 2019  | Nadira Amrani   | [ 37 ]  |